# Robert Niederkirchner
Robert Niederkirchner, född 6 juni 1924 eller 1926, död 1 januari 1995, var en tysk fotbollsspelare.

## Fotbollskarriär

### Klubblagskarriär
Niederkirchner spelade för Csepel SC i Ungern mellan 1944 och 1950. Med klubben vann han ungerska ligan säsongen 1947/1948. Han representerade 1950–1953 österrikiska Sturm Graz och 1953–1957 SV Saar 05 Saarbrücken.

### Landslagskarriär
Vollmar spelade en A-landskamp för Saarlands landslag. I sin första och enda landskamp gjorde han ett tröstmål mot Uruguay, i en match saarländarna förlorade med 1–7.